# Julian Plenti Lives…
Julian Plenti Lives… — сольный мини-альбом Пола Бэнкса, певца и гитариста американской пост-панк группы Interpol. Это уже вторая сольная работа Бэнкса, где он выступает под творческим псевдонимом Джу́лиан Пле́нти: ранее в 2009 году вышел его полноценный альбом Julian Plenti is… Skyscraper.
Мини-альбом Julian Plenti Lives… был издан лейблом Matador Records 26 июня 2012 года в преддверии нового полнометражного сольного альбома Пола Бэнкса — Banks. Из пяти композиций на мини-альбоме авторству Бэнкса принадлежат только две, остальные три являются кавер-версиями песен Фрэнка Синатры, J Dilla и Гарольда Фальтермейера (композитора фильма «Бегущий человек» 1987 года). Julian Plenti Lives… вышел ограниченным тиражом в 1 800 экземплярах на компакт-дисках и 2 300 экземплярах на грампластинках.

## Список композиций
| №  | Название                 | Автор(ы)                             | Длительность |
| -- | ------------------------ | ------------------------------------ | ------------ |
| 1. | «Perimeter Deactivated»  | Гарольд Фальтермейер                 | 2:44         |
| 2. | «Summertime is Coming»   | Пол Бэнкс                            | 4:39         |
| 3. | «Mythsysizer»            | J Dilla                              | 1:48         |
| 4. | «I’m a Fool to Want You» | Ф. Синатра, Джек Вулфь, Джоэл Херрон | 4:35         |
| 5. | «Cavern Worship»         | Пол Бэнкс                            | 4:19         |

## Участники записи
Альбом записан на студиях Electric Lady Studios (Манхэттен) и Tarquin Studios (Коннектикут). Микширование проходило в Tarquin Studios, мастеринг — в Sterling Sound (Нью-Йорк).
Исполнители
- Пол Бэнкс — основной исполнитель,
- Рейчел Берлин — вокал (трек 3);
- Роб Муз — скрипка, альт (трек 4);
- Йоэд Нир — виолончель (треки 1, 4, 5);
- Брэндон Кёртис — доп. исполнитель (трек 4).

Производство
- Продюсеры — Пол Бэнкс, Питер Кэтис;
- Арт-директор, фотографии — Пол Бэнкс;
- Звукорежиссёр — Клавдий Миттендорфер, Грег Джорджо, Чарли Ривера, Фил Джоли;
- Мастеринг — Грег Кэлби;
- Микширование — Грег Джорджо, Питер Кэтис.